# Dieter Lintz
Dieter Lintz (* 9. März 1959 in Konz; † 9. August 2014 bei Temmels) war ein deutscher Journalist und Leitender Redakteur beim Trierischen Volksfreund.

## Leben
Lintz besuchte das Hindenburg-Gymnasium in Trier. Danach studierte er Jura
an der Universität Trier. Dort war er bereits bei den Schülerzeitungen und Studentenblättern aktiv gewesen. Seine berufliche Karriere begann er nach dem Studium beim damals neuen Rundfunksender „Linksrheinischer Rundfunk“ (LR) in Mainz. Zwei Jahre später wechselte er zum Sender RPR in Ludwigshafen am Rhein. 1991 übernahm er die Stelle des RPR-Studioleiters in Trier.
Von 1998 bis zu seinem Tod 2014 arbeitete Lintz als Lokalchef beim Trierischen Volksfreund. Ab 2003 war er auch als Leitender Redakteur und damit als Mitglied der Chefredaktion tätig. Dort galt er als einer der fähigsten und angesehensten aktiven Journalisten hinsichtlich Berichterstattung und Schreibstil. Beim Trierischen Volksfreund war er vor allem als Kulturjournalist und -kritiker tätig. Lintz war überdies Förderer der Trierer Internetzeitung 16vor. Parallel agierte Lintz auch bei vielen Trierer Veranstaltungen als Moderator und war engagiertes Mitglied beim Trierer Karneval.
Lintz war Mitglied beim Richard-Wagner-Verband Trier-Luxemburg. Aus seiner seit 2004 erschienenen Kolumne Mensch kreierte er das im Oktober 2012 veröffentlichte Buch Mensch. Außerdem engagierte er sich für die Benefizaktion „Meine Hilfe zählt“. Lintz war Unterstützer der Inklusion. Er war oft Gast in lokalen und regionalen Fernseh- und Radiosendern, häufig bei OK54.
2013 bekam Lintz den Weissebach-Preis der Prinzenzunft Trier verliehen.
Lintz war verheiratet und Vater zweier Töchter.
Am 9. August 2014 starb Lintz bei einem Autounfall bei Temmels auf dem Weg nach Trier.

## Werke (Auswahl)
Dieter Lintz war an verschiedenen Büchern über Trier und die Region beteiligt.
- Dieter Lintz u. a. (Hrsg.): Studieren in Trier – Kritische Innenansichten der Universität und Stadt. Editions Trèves, Trier 1985, ISBN 3-88081-124-5.
- Dieter Lintz, Josef Tietzen: Weißt du noch? Trier gestern und heute. Trier 1996, ISBN 3-924631-92-1.
- Dieter Lintz, Josef Tietzen, Michael Weyand: Antikenfestspiele Trier. Trier 1998, ISBN 3-924631-83-2.
- Dieter Lintz: Mensch. Geistkirch Verlag, Trier 2004, ISBN 3-938889-22-5.
- Dieter Lintz, Helmut Schröer: Trier-Weimar: eine deutsche Städtepartnerschaft. Paulinus, Trier 2012, ISBN 978-3-7902-1638-7.